# No Presents for Christmas
No Presents for Christmas är en singel släppt av den danska skräckrockaren King Diamond den 25 december 1985. Låten återfinns på återutgåvan av Fatal Portrait från 1986.

## Låtlista
1. "No Presents for Christmas" – 4:20
2. "Charon" – 4:10

## Medverkande
- Sång: King Diamond
- Gitarr: Michael Denner
- Bas: Timi Hansen
- Trummor: Mikkey Dee